# Chrysobothris tricolor
Chrysobothris tricolor es una especie de escarabajo del género Chrysobothris, familia Buprestidae. Fue descrita científicamente por Kerremans en 1892.